# Charles Maudru
Pour les articles homonymes, voir Maudru.
Charles Émile Maudru, né le 31 mars 1859 à Saint-Rémy-aux-Bois (actuellement en Meurthe-et-Moselle) et mort le 17 février 1935 en son domicile dans le 10e arrondissement de Paris, est un réalisateur français.

## Biographie
Charles Maudru est le père du scénariste et réalisateur Pierre Maudru.

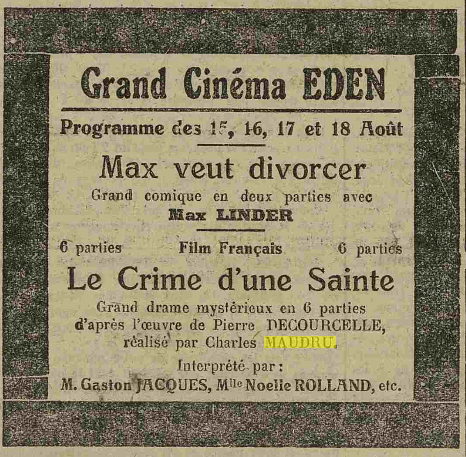
ancienne publicité pour un film de Maudru publiée dans la revue Le Lorrain en 1924

## Filmographie (partielle)
- 1920 : Le Droit de tuer
- 1920 : Le Gouffre
- 1920 : Le Lys rouge
- 1921 : L'Inconnue
- 1921 : L'Assommoir (coréalisation : Maurice de Marsan)
- 1921 : Le Talion
- 1923 : Le Roi de Paris (coréalisation : Maurice de Marsan)
- 1924 : Rocambole / Les Premières armes de Rocambole